# Banque de l'Ouganda
Pour les articles homonymes, voir BOU.
La Banque de l'Ouganda (en anglais: Bank of Uganda, BOU) est la banque centrale de l'Ouganda.

## Histoire
Fondée en 1966, á Kampala.
En 1979, puis en 1987, la Banque d'Ouganda a réussi à maintenir un taux de change de 7 shillings ougandais pour 1 dollar américain. À partir de 1987, le FMI a soutenu le développement de la Banque d'Ouganda et a achevé la première phase de recapitalisation de la banque centrale en 1997.
Lors du Forum mondial sur les politiques de l'AFI, qui s'est tenu à Riviera Maya, au Mexique, en 2011, la Banque d'Ouganda a été l'une des 17 premières institutions de régulation à prendre des engagements nationaux spécifiques en faveur de l'inclusion financière dans le cadre de la Déclaration de Maya.
En juin 2019, sept directeurs de la banque ont été licenciés après avoir été accusés d'avoir imprimé leurs propres billets.